# Джержоньов
Джержоньов или Джержо̀нюв (на полски: Dzierżoniów, до 1946 г. – Rychbach; на немски: Reichenbach im Eulengebirge) е град в Югозападна Полша, Долносилезко войводство. Административен център е на Джержоньовски окръг, както и на селската Джержоньовска община, без да е част от нея. Самият град е обособен в самостоятелна община с площ 20,07 км2.

## География
Градът се намира в историческата област Долна Силезия в подножието на Гори Сове. Разположен е край река Пилава, на 41 километра източно от Валбжих, на 58 километра югозападно от Вроцлав и на 130 километра североизточно от Храдец Кралове.

## История
Първото споменаване на селището датира от 1258 година. Джержоньов получава настоящето си име през 1946 година, когато е прекръстено в чест на Ян Джержон.
В периода (1975 – 1998) градът е част от Валбжихското войводство.

## Население
Населението на града възлиза на 33 653 души (2017 г.). Гъстотата е 1677 души/км2.
Демографско развитие:

## Административно деление
Административно градът е разделен на 14 микрорайона (ошедли).
| - Анджея Струга - Бленкитне - Жельоне - Злоте - Кольорове | - Макове - Млодих - Погодне - Ружане - Ружане | - Слонечне - Старе Място - Тенчове - Ясне |

## Личности
Родени в града
- Ставре Джиков (р. 1952), юрист от Република Македония
- Херберт Кох – немски археолог
- Петер Фриш – немски политик

## Градове партньори
- Бишофсхайм, Германия
- Ланшкроун, Чехия
- Крю, Англия
- Алуща, Украйна
- Сероцк, Полша
- Ключборк, Полша

## Фотогалерия
- Кметството
- Църква „Св. Богородица“
- Останки от градската стена
- Параклис „Св. Троица“